# Роберт Лін Керрол
Роберт Лін Керрол (англ. Robert Lynn Carroll; 5 травня 1938 — 8 квітня 2020) — американський палеонтолог, спеціалізувався на палеозойських та мезозойський земноводних та плазунах.

## Біографія
Народився у фермерській сім'ї поблизу міста Лансинг, столиці штату Мічиган. Змалку зацікавився палеонтологією. У віці восьми років отримав від палеонтолога Едвіна Колберта на Різдво в подарунок кістку лівого стегна аллозавра. У підлітковому віці батьки відправляли Роберта в палеонтологічні експедиції у Вайомінг та Південну Дакоту.
У 1959 році отримав ступінь бакалавра геології в Університеті штату Мічиган. Далі вивчав палеонтологію у Гарварді під керівництвом Альфреда Ромера. Захистив докторську дисертацію на тему диссорофід.
Після закінчення Гарварду Керролл деякий час працював у Британському музеї в Лондоні, а у 1964 році він переїхав до Канади, де оселився в Монреалі. З 1965 року він є куратором палеонтології хребетних у музеї Редпат при Університеті Макгілла в Монреалі (у 1985—1991 році Керрол займав також пост директора цього музею).
Роберт Керролл — автор і співавтор великої кількості наукових праць з викопних хребетних, включаючи також ряд важливих монографій і декілька науково-популярних книг. Галузь його досліджень включає походження наземних хребетних, походження і ранню еволюційну радіацію амніот, походження і взаємозв'язок груп безпанцирних земноводних, анатомію і взаємини палеозойських і мезозойських амфібій і рептилій, процеси еволюції хребетних, а також використання морських плазунів мезозою як модель для вивчення факторів, що контролюють принципи і темпи еволюції.
Роберт Лін Керрол помер 8 квітня 2020 року в Монреалі через ускладнення від COVID-19.